# 桃色ファンタジー
「桃色ファンタジー」（ももいろファンタジー）は、千菅春香の楽曲。深川琴美が作詞、倉内達矢が作曲を手掛けた。千菅の4枚目のシングルとして2014年7月23日にFlyingDogから発売された。

## 音楽性
本曲は、テレビアニメ『モモキュンソード』のオープニングテーマに起用された。明るくてまっすぐな元気になる曲で、モモキュンソードをどことなく感じさせる内容になっている。なおレコーディングでは元気よく歌うことを意識したという。
シングルにDVDは同梱されていないものの、YouTubeではPVが公開されている。内容は手を桃に見立て尻を左右に動かすもので、サビでは犬、猿、雉をイメージした振り付けが設けられている。ちなみに撮影は能楽堂で行われ、バックダンサーも黒子の衣装を着ている。なお千菅自身今回の衣装を好いていて「いつまででも踊れそうな」気持ちになったという。

## シングルリリース
2014年7月23日にFlyingDogから発売された。千菅のシングルとしては前作「絶滅危愚少女!」以来5か月ぶりのリリースとなる。ジャケットには『モモキュンソード』の主人公である桃子が描かれている。
2曲目「モモキュンソード」は、桃子（竹達彩奈）が歌う同アニメのエンディングテーマのカバー。ふわっとしたパンチのある曲のため従来のような立って歌うことはしていないという。ちなみに歌詞は女の子の心情を表現したフレーズをつぎはぎして書かれた。また、合いの手の掛け声は言い方を変えるなど試行錯誤を経て行われた。

## シングル収録内容
| #         | タイトル                             | 作詞                   | 作曲・編曲 | 時間  |
| --------- | ------------------------------------ | ---------------------- | ---------- | ----- |
| 1.        | 「桃色ファンタジー」                 | 深川琴美               | 倉内達矢   | 4:02  |
| 2.        | 「モモキュンソード」                 | 北川勝利、acane_madder | 北川勝利   | 3:58  |
| 3.        | 「桃色ファンタジー」(-Instrumental-) |                        |            | 4:02  |
| 4.        | 「モモキュンソード」(-Instrumental-) |                        |            | 3:54  |
| 合計時間: | 合計時間:                            | 合計時間:              | 合計時間:  | 15:56 |